# Gat britànic de pèl llarg
El gat britànic de pèl llarg o British longhair és una raça de gats domèstics de pèl llarg, de mida mitjana-gran, originària de la Gran Bretanya.

## Història
Els orígens són els mateixos que els dels gats britànics de pèl curt, que van ser importats d'Egipte quan els Romans van envair la Gran Bretanya. Des d'aquest origen, la raça ha anat evolucionant sense canviar molt en els darrers segles. No va ser fins a la primera guerra mundial, i a causa de l'empitjorament dels pelatges dels gats britànics de pèl curt degut a la desnutrició que es van creuar amb gats perses, donant lloc als primers gats britànics de pèl llarg. Els gats que neixen amb el pèl curt passaven a la família dels gats britànics de pel curt i els que tenien el pèl llarg passaven als programes de millorament dels gats perses.
Després de la primera guerra mundial, el Governing Council of the Cat Fancy (GCCF) va declarar que només creuaments descendents de tercera generació de gat persa o gat britànic de pèl curt es podien mostrar en competicions de gats. Això va fer reduir molt la raça de gats britànics de pèl curt, fet que se li va sumar la segona guerra mundial, que va acabar deixant la raça molt disminuïda.
Acabada la segona guerra mundial, la raça estava pràcticament perduda, cosa que va fer que es tornessin a encreuar els gats britànics de pèl curt amb gat perses i gats blaus russos. Des d'aquest moment, els gats britànics de pèl curt van créixer en popularitat fins a arribar a guanyar l'estatus per participar en campionats TICA el Juny de 1979.
Mentre, els gats britànics de pèl llarg apareixen de tant en tant en camades, producte dels antics creuaments, augmentant progressivament en nombre amb el pas dels anys, fins que el 2009 obté la condició de campionat per la TICA.

## Aparença
El pelatge és brillant i el cos és robust en general. El cap és rodó, amb ulls circulars brillants i orelles curtes. Les potes són curtes també, però fortes. La cua és felpada i gruixuda. El pit és profund, donant la impressió general d'un gat compacte, de mida mitjana.
Els gats britànics de pèl llarg poden venir en una àmplia varietat de colors i patrons, igual que els gats britànics de pèl curt.